# Altay Bayındır
Altay Bayındır, född 14 april 1998, är en turkisk fotbollsmålvakt som spelar för Manchester United.

## Klubbkarriär

### MKE Ankaragücü
Bayındır gjorde sin första Süper Lig debut för MKE Ankaragücü i en oavgjord 1-1 match mot Çaykur Rizespor den 30 November 2018.

### Fenerbahçe
Den 8 juli 2019 värvades Bayındır av Fenerbahçe, där han skrev på ett fyraårskontrakt.

### Manchester United
Den 1 september 2023 värvades Bayındır av Manchester united för 6-7 miljoner euro, ungefär 70-85 miljoner kronor. Bayındırs kontrakt sträcker sig till 2027  med option på ett ytterligare år. Han är den första från Turkiet att spela för Manchester United.

## Landslagskarriär
Bayındır debuterade för Turkiets landslag den 27 maj 2021 i en 2–1-vinst över Azerbajdzjan. I juni 2021 blev Bayındır uttagen i Turkiets trupp till EM i fotboll 2020.